# Coördinator Inlichtingen- en Veiligheidsdiensten
De Coördinator Inlichtingen- en Veiligheidsdiensten  (CIVD) is een hoge ambtenaar op het Nederlandse ministerie van Algemene Zaken die tot taak heeft het beleid en de werkzaamheden van de inlichtingen- en veiligheidsdiensten te coördineren. Hij is bevoegd ten aanzien van betreffende inlichtingen- en veiligheidsaangelegenheden, na overleg met de betrokken verantwoordelijke ministers, voorstellen te doen aan de minister-president, minister van Algemene Zaken.

## Geschiedenis
Eind jaren '40 constateerde de toenmalig Raadadviseur van minister-president Beel dat de nog jonge I&V-diensten Binnenlandse Veiligheidsdienst (BVD), Buitenlandse Inlichtingendienst (BID), Landmacht Inlichtingendienst (LAMID), Luchtmacht Inlichtingendienst (LUID) en Marine Inlichtingendienst (MARID) langs elkaar heen werkten en dat coördinatie tussen de diensten noodzakelijk was. In 1948 leidde dit tot de oprichting van de Commissie van Coördinatie (CvC) die - formeel - onder voorzitterschap stond van de minister-president. Na de oprichtingsvergadering werd de voorzittershamer in de praktijk gevoerd door de staatssecretaris van het ministerie van Oorlog. Fock, die intussen secretaris-generaal van het ministerie van Algemene Zaken geworden was, werd secretaris. Het coördineren tussen de diensten was kennelijk geen eenvoudige taak. Omdat de CvC in de praktijk steeds minder goed functioneerde werd op 13 februari 1956 een Coördinator der Inlichtingen- en Veiligheidsdiensten (CIVD) benoemd. Op 1 maart 1956 werd de CvC opgeheven.

## CVID
De CVID ressorteert onder de minister-president, in diens hoedanigheid van minister van Algemene Zaken.
De CVID is voorzitter van het CVIN en is op I&V-gebied de belangrijkste adviseur van de minister-president.
Omdat “coördinator der vijf diensten” (BVD, BID, LAMID, MARID en LUID) tevens coördinator was van de drie militaire diensten, de LAMID, MARID, LUID, hetgeen beschouwd werd als een militaire functie, werd de CIVD functie aanvankelijk vervuld door een oud-militair (een vlag- of opperofficier). Na de samenvoeging van de drie militaire diensten tot de Militaire Inlichtingendienst (MID) in 1988 verviel dit tweede coördinatorschap en daarmee de voorwaarde dat de CIVD een oud-militair zou zijn.
Van 1956 tot 1967 fungeerde de CVID tevens als coördinator van de Nederlandse stay-behindorganisatie Operatiën & Inlichtingen.
Omdat ook de werklast verminderde werd de functie van CVID per 1 januari 1990 toegevoegd aan de taken van de secretaris-generaal van het ministerie van Algemene Zaken die uit hoofde van zijn functie reeds contacten onderhield met andere ministeries, goed ingevoerd was inzake aangelegenheden van de Inlichtingendienst Buitenland (IDB) en bovendien uitstekend toegang had tot de minister-president.
De CVID is lid van de Raad voor de Veiligheids- en Inlichtingendiensten (RVI) (voorheen de Ministeriële Commissie voor de Inlichtingen- en Veiligheidsdiensten (MICIV)) en voorzitter-lid van het Comité Verenigde Inlichtingendiensten Nederland (CVIN).

### CVIN
Op 8 mei 1957 werd op voorspraak van de CVID door de minister-president het Comité Verenigde Inlichtingendiensten Nederland (CVIN), ingesteld. Het CVIN bestond toen uit: de CVID (voorzitter), een vertegenwoordiger van de minister van Buitenlandse Zaken, de hoofden van de BVD, BID, MARID, LARID en LUID.
De feitelijke coördinatie tussen de inlichtingendiensten vindt plaats in de vergaderingen van het CVIN, die in principe maandelijks worden gehouden.
Tegenwoordig (2018) hebben in het CVIN zitting de CIVD (voorzitter), de directeur-generaal van de AIVD, de directeur van de MIVD, de (plaatsvervangend) directeur-generaal Politieke Zaken van het ministerie van Buitenlandse Zaken en de directeur-generaal Rechtshandhaving van het ministerie van Justitie en Veiligheid.
Indien er zaken aan de orde komen die andere ministeries regarderen, worden ook vertegenwoordigers daarvan uitgenodigd. In de praktijk zijn dit vaak Verkeer en Waterstaat, vertegenwoordigd door de directeur-generaal Telecommunicatie en Post en Economische Zaken, vertegenwoordigd door de plaatsvervangend secretaris-generaal. Soms neemt ook de loco-secretaris-generaal van Financiën deel.

### MIVIC/RNV/RVI
In 1976 besloot de ministerraad, op voorstel van de CIVD tot de oprichting van de Ministeriële Commissie voor de Inlichtingen- en Veiligheidsdiensten (MICIV), een onderraad van de ministerraad.
De MICIV wordt bijeengeroepen indien besluitvorming op ministerieel niveau gewenst is. De besluiten van de MICIV worden vervolgens altijd aan de orde gesteld in de eerstvolgende vergadering van de ministerraad, zodat er een door het voltallige kabinet gedragen besluitvorming ontstaat. In 2004 wijzigde de naam van de MIVIC in Raad voor Nationale Veiligheid, en in 2010 in Raad Veiligheid en Inlichtingen (RVI).
In de Raad voor de Veiligheids- en Inlichtingendiensten (RVI) bespreken de ministers van Binnenlandse Zaken en Koninkrijksrelaties, Defensie, Algemene Zaken, Buitenlandse Zaken en Justitie en Veiligheid vraagstukken op het terrein van de nationale veiligheid. De RVI is een onderraad van de ministerraad. Ook de directeur-generaal van de AIVD en de directeur van de MIVD zitten in de RVI.
De RVI stelt eens in de 4 jaar de Geïntegreerde Aanwijzing voor de Inlichtingen- en Veiligheidsdiensten (GA) vast. Deze aanwijzing wordt voorbereid door de hoge ambtenaren in de Commissie voor de Veiligheids- en Inlichtingendiensten (CVIN).

## WIV 2002
Bij inwerkingtreding van de nieuwe Wet op de inlichtingen- en veiligheidsdiensten 2002 (wiv) werd er een plaatsvervangend CIVD, tevens plaatsvervangend secretaris-generaal van Algemene Zaken, benoemd waardoor de eventuele afwezigheid van de CIVD niet tot stagnatie van besluitvorming behoeft te leiden.